# サルマン・バット
サルマン・バット（ウルドゥー語: سلمان بٹ ）は、パキスタンのクリケット選手。1984年10月7日生まれ、ラホール出身。ポジションはバッツマン。
2003年9月3日に対バングラデシュ戦でテストデビュー、2004年9月22日の対西インド諸島戦でODIデビューをした。2010年7月17日にはナショナルチームのキャプテンに選出され、2010年7月23日の対オーストラリア戦でチームを勝利に導いた。
しかし、その後八百長をしたとして2011年2月5日に国際クリケット評議会は10年間バットの出場を禁止した。